# Kirche Wachau

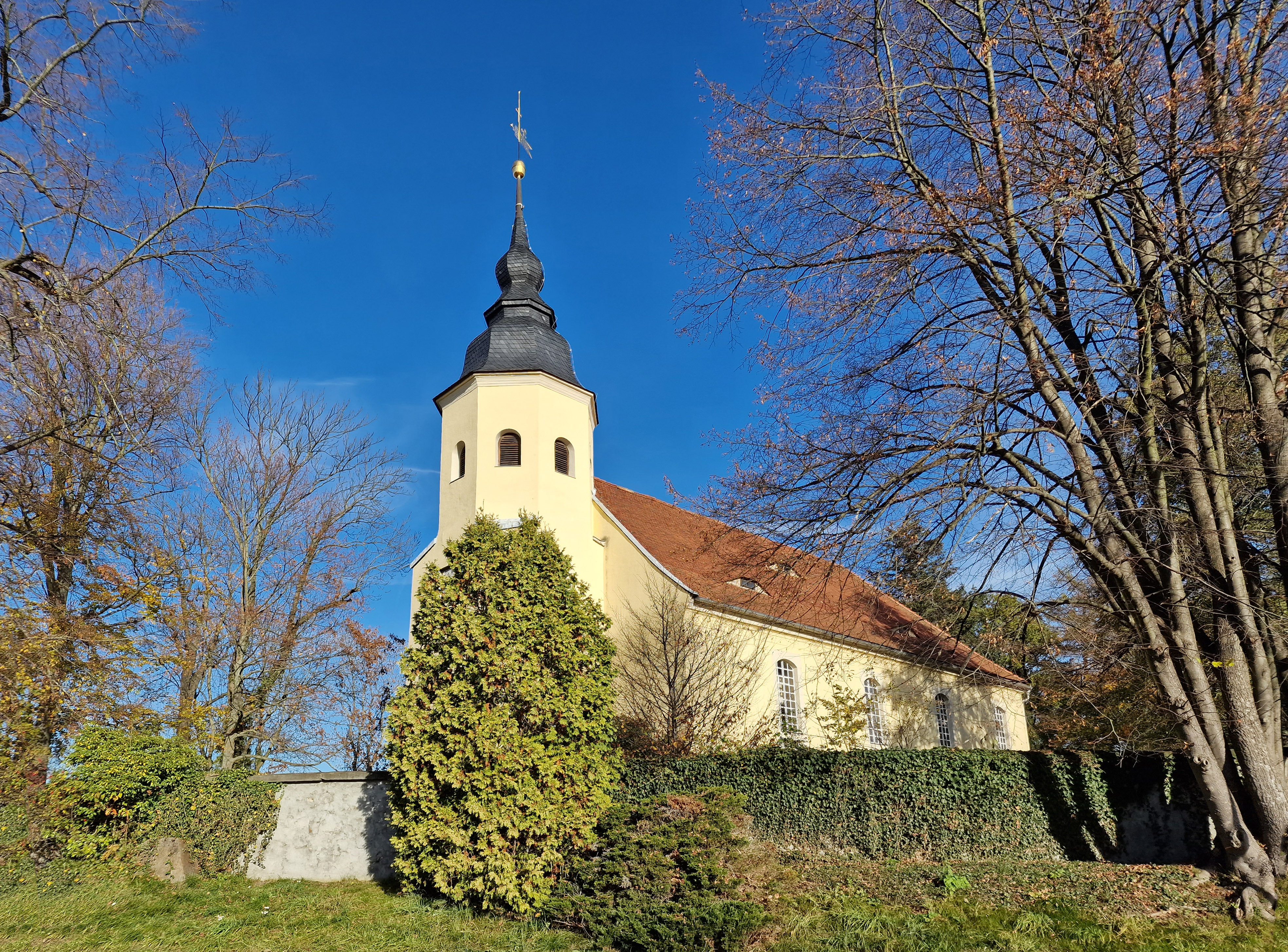
Kirche Wachau (Sachsen)

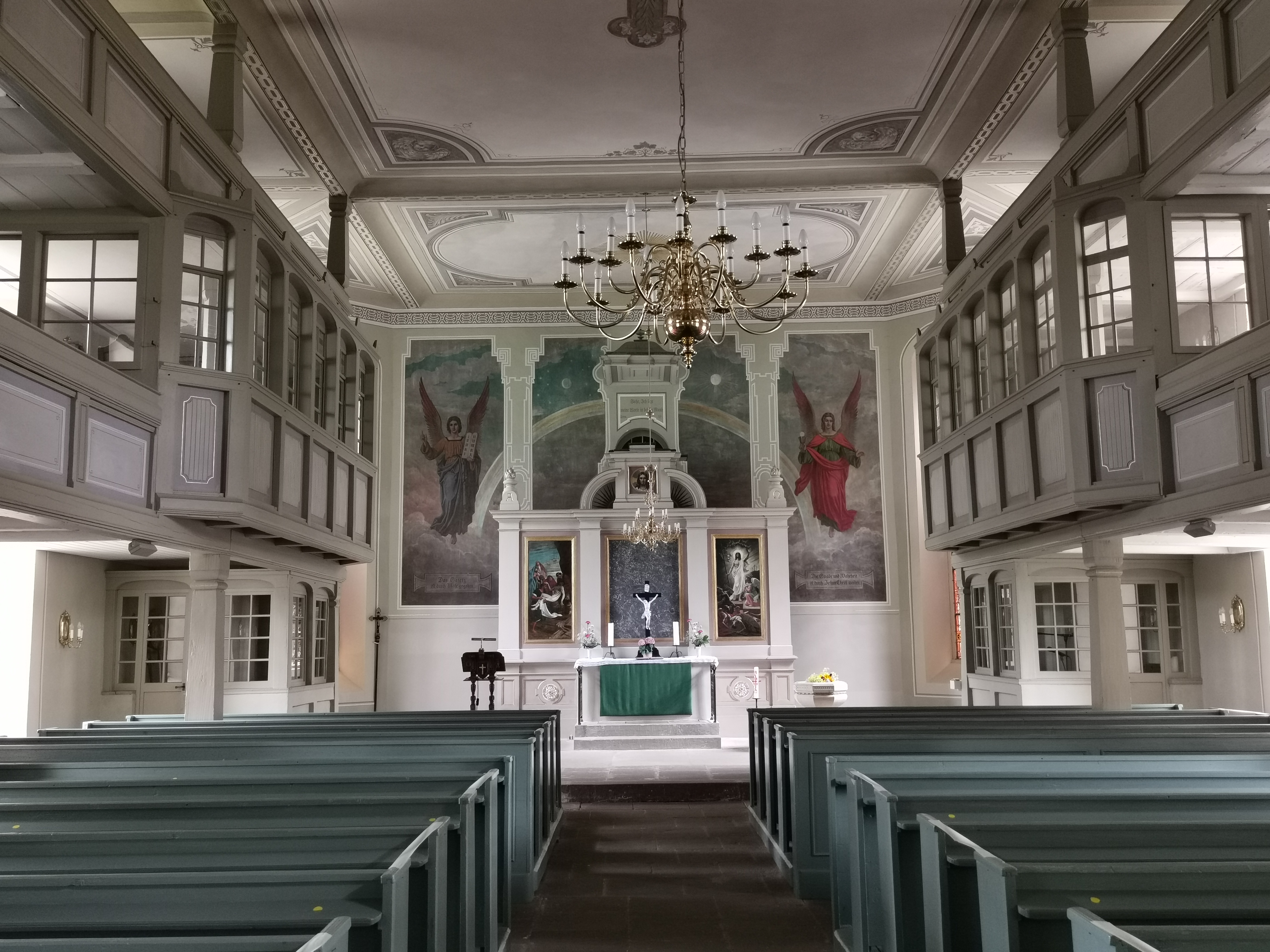
Innenansicht nach Osten

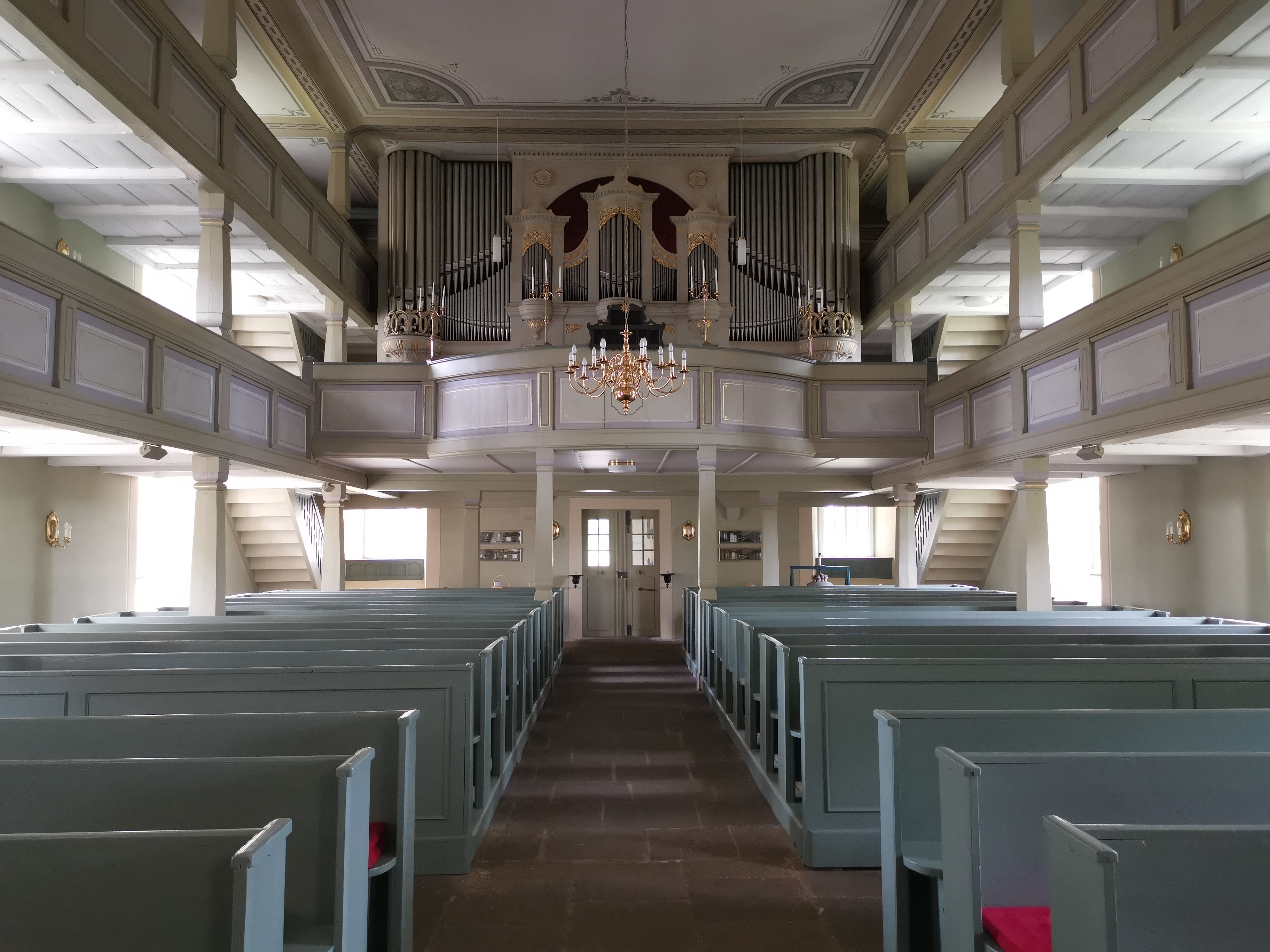
Innenansicht nach Westen

Die evangelische Kirche Wachau ist eine spätbarocke Saalkirche in Wachau im Landkreis Bautzen in Sachsen. Sie gehört zum Kirchspiel Radeberger Land im Kirchenbezirk Dresden Nord der Evangelisch-Lutherischen Landeskirche Sachsens.

## Geschichte und Architektur
Die große Saalkirche wurde in den Jahren 1820–1823 neu erbaut, wobei der Turm aus dem Jahr 1689 wieder verwendet wurde. Das Bauwerk ist ein Putzbau mit gerade geschlossenem Chor, dessen Ecken angeschnitten wurden. Es wird durch einheitliche Stichbogenfenster erhellt. Ein mächtiger Westturm auf quadratischem Grundriss mit achteckigem Obergeschoss und geschweifter Haube mit Helm akzentuiert das Bauwerk.
Das Innere ist flachgedeckt und wird von zweigeschossigen Emporen an drei Seiten umgeben, die an den Brüstungsfeldern bäuerliche Malereien mit Szenen aus dem Alten und Neuen Testament zeigen, vermutlich von einem Künstler aus dem Erzgebirge. In den Chor sind zwei Patronatslogen eingebaut, mit Wandmalereien von Erzengeln, ausgeführt von Erhard Ludewig Winterstein aus Leipzig in der Zeit um das Jahr 1900.
Restaurierungen wurden in den Jahren 2010/11 durchgeführt, wobei das Innere neu ausgemalt und die Fassade gereinigt und neu gefasst wurde.

## Ausstattung

### Altarwand
Die für eine Dorfkirche ungewöhnlich reiche Ausstattung der Altarwand ist vollständig erhalten und in gutem Zustand. Auf der Mensa steht ein fein ausgeführtes Porzellan-Kruzifix, eine Meißner Arbeit aus dem 18. Jahrhundert. Der klassizistische Kanzelaltar-Aufbau aus Stuck und Holz (um 1820) umfasst als Flankengemälde Darstellungen der Grablegung und der Auferstehung Christi, darüber im Kanzelkorb ein Medaillon mit dem Antlitz Christi.
Das Retabel ist von einer großflächigen Wandmalerei aus dem Jahr 1898 hinterfangen, die es mit gemalten Pilastern und einer Bekrönung als Scheinarchitektur fortsetzt und aus der der Schalldeckel hervorragt. In der gemalten Bekrönung ist eine Kartusche mit dem Bibelwort „Siehe, Ich lege meine Worte in deinen Mund“ (Jeremia 1,9 ). Scheinbar dahinter öffnet sich der Himmel mit Regenbogen, Sonne, Mond und Sternen und zwei großen geflügelten Engelsfiguren, von denen der linke (mondseitige) die Gebotstafeln, der rechte (sonnenseitige) Kelch und Hostie des Abendmahls hält. Unter den Engeln steht das Bibelwort „Das Gesetz ist durch Mose gegeben [links] – Die Gnade und Wahrheit ist durch Jesum Christ worden [rechts]“ (Johannes 1,17 ).
In den abgeschrägten Ecken der Altarwand sind schmuckvolle Bildfenster mit Darstellungen der Apostel Petrus (links) und Paulus (rechts) mit ihren Attributen und den Bibelworten „Des Herrn Wort bleibet in Ewigkeit“ (1. Petrus 1,25 ) und „Der Gerechte wird seines Glaubens leben“ (Römer 1,17 ).

### Orgel
Die Orgel ist ein Werk von Eule Orgelbau aus dem Jahr 1912 unter Verwendung eines Gehäuses aus dem Jahr 1824 von Trampeli mit 23 Registern auf zwei Manualen und Pedal. Die Disposition lautet:
| I. Manual C–g3 |       |
| Bordun         | 16′   |
| Prinzipal      | 08′   |
| Hohlflöte      | 08′   |
| Dolce          | 08′   |
| Viola di Gamba | 08′   |
| Oktave         | 04′   |
| Gemshorn       | 04′   |
| Oktave         | 02′   |
| Mixtur IV      | 0(2′) |
| Trompete       | 08′   |

| Schwellwerk C–g3 |     |
| Lieblich Gedeckt | 16′ |
| Geigen Principal | 08′ |
| Gedeckt          | 08′ |
| Violine          | 08′ |
| Aeoline          | 08′ |
| Vox coelestis    | 08′ |
| Fugara           | 04′ |
| Concert Flöte    | 04′ |
| Quarte III       |     |

| Pedal C–f1    |     |
| Subbass       | 16′ |
| Violonbass    | 16′ |
| Echobass      | 16′ |
| Principalbass | 08′ |

Nebenregister:
- 1 freie Vorbereitung
- 4 feste Kombinationen (p - mf - f - ff)
- Rollschweller

## Umgebung
Auf dem Kirchhof sind noch einige schlichte Grabdenkmäler aus dem 18. Jahrhundert aus Sandstein erhalten. Zum Pfarrgehöft gehört ein Wohnhaus mit hohem Mansardwalmdach aus dem 18. Jahrhundert.